# Seznam písní Ladislava Vodičky
Toto je seznam písní zpěváka Ladislava Vodičky.

## Seznam písní
poz. – píseň – duet – (autor hudby/autor textu)
(h:/t:) – doposud nezjištěný autor hudby nebo textu
- (na doplnění)

## B
- Balada dřevorubce – (Jaromír Klempíř / Ivo O. Moravec)
- Bílá velryba – (Ladislav Vodička / Ladislav Vodička)
- Bruslaři (Jackson) – Ladislav Vodička a Oto Matanelli – (Billy Ed Wheeler, Gaby Rogers / Michal Bukovič)
- Bylo jí šestnáct (Down Yonder) – (traditional / Ladislav Vodička)
- Byl to Shane – viz Shane

## C
- Co bych si přál  – (Sláva Kunst / Michal Bukovič)
- Chattanooga Choo Choo

## D
- Dívka z hor (She came from the Mountains) – (Peter La Farge / Michal Bukovič)
- Džambalája (Jambalaya)

## J
- Já smyl špínu rosou průhlednou (I Washed My Face In The Morning Dew) – (Tom T. Hall / Eduard Krečmar)
- Jaký bude počasí (When It's Springtime in Alaska) – (Tillman Franks / Václav Fischer)
- Já tu zemi znám  (I´ve Been Everywhere) – (Geoff Mack / Michal Bukovič)
- Je to zlé – původní název, Hoří jak troud (Ring of Fire) – (June Carter / Jiří Grossmann)

## K
- Kapka vína – (Sláva Kunst / Miroslav Černý)
- Když jsem býval kolouček střapatý – (h:/t:)
- Kvítí je zlé  – (h:/t:)
- Klakson  – (h:/t:)
- Krásný kout – (Sláva Kunst / Michal Bukovič)
- Křížem krážem – (Sláva Kunst / Miroslav Černý)

## L
- Lány sluncem rozpálené – (Sláva Kunst / Ivo Fischer)
- Líně jako šnek – (Ladislav Vodička / Ivo Fischer)
- Louka plná koní – (Ladislav Vodička / Ivo Fischer)

## M
- Mám rád – (Ladislav Vodička, Sláva Kunst / Michal Bukovič)
- Mám své důvody – (Sláva Kunst / Michal Bukovič)
- Město chat (Long Time Gone) – (Dave Dudley, Dick Morrison / Michal Bukovič)
- Míchám nápoj vzpomínek (Memories Are Made Of This) – (Terry Gilkyson, Richard Dehr / Michal Bukovič)

## N
- Nedělám co dělat mám (Hand Me Down My Walking Cane) – Ladislav Vodička a Oto Matanelli – (tradicionál / Michal Bukovič)
- Nevím sám, proč mě moře neláká  – (Sláva Kunst / Michal Bukovič)

## P
- Příroda je příroda (Flesh and Blood) – (Johnny Cash / Michal Bukovič)
- Půlnoční vlak (The Golden Rocket) – (Hank Snow / Miroslav Černý)
- Prý já to byl (Long Black Veil) – (Danny Dill, Marijohn Wilkin / Pavel Vrba)

## R
- Rezavá mříž – (Jiří Brabec / Vladimír Valenta)
- Rychlík do Kolína (Pan American) – (Hank Williams / Ladislav Vodička)

## Ř
- Řidič tvrdý chleba má – (T. T. Hall, Dave Dudley / Michal Bukovič)

## S
- Shane – (Jiří Brabec / Pavel Vrba)
- Sluneční spár – (Traditional / Pavel Vrba)
- Smutný sníh (Weary Blues) – (Hank Williams / Ladislav Vodička)
- Statečný strojvůdce – (traditional / Michal Bukovič)
- Stříbrný koleje (Silver Rails) – (Bobby Dyson, Clarence Selman / Ladislav Vodička)
- Sto písní – (Sláva Kunst / Michal Bukovič)
- Svou dlaň mi podej (I promise You) – (Johnny Cash / Ladislav Vodička)

## Š
- Šedý vlas – (h:/t:)

## T
- Teddy bear
- Tón kolejnic (That Old Freight Train) – (Lee Hazlewood / Michal Bukovič)
- Tvá noha musí stále jít – (h:/t:)

## U
- Úplně jiná řeka – (Sláva Kunst / Michal Bukovič)

## V
- Vem ďas tu ženskou (Birmingham Blues) – (Don Wayne / Pavel Vrba)
- Vinen (Guilty) – (Alex Zanetis – Jiří Grossmann)
- Vůně růží (Precious memories) – (J.B.F. Wright / Ladislav Vodička)
- Všude vedou koleje – (Sláva Kunst / Michal Bukovič)
- Vím jen, že se vzdálím

## Z
- Země bez moří – (Ladislav Vodička / Michal Bukovič)
- Zlatý klas – (Ladislav Vodička / Ladislav Vodička)
- Zlatokopecká ze Žatecka – (Sláva Kunst / Michal Bukovič)
- Znak toulavých (The Wayward Wind) – (Herb Newman, Stan Lebowski / P. Vrba)

## Ž
- Železničářská romance – (Jan Obermayer / Michal Bukovič)